# バッドアート美術館
バッドアート美術館（バッドアートびじゅつかん、Museum of Bad Art）は、「他のいかなる場所でも展示されず、真価を認められることのない作品を生み出した芸術家の健闘を讃える」ことを理念に掲げる私設美術館である。もともとはアメリカ合衆国ボストン市近郊のデッダムに所在していたが、現在はサマービル、ブルックラインおよびサウスウェイマスの3箇所に館が分けられている。500点を数える「目をそらすには酷すぎる」パーマネント・コレクション（永久収蔵品）のうち25から35作品が常に一般公開されている。
バッドアート美術館 (MOBA) が設立されたのは1994年のことである。ゴミの山から拾ってきた1枚の絵を友人たちにみせた古美術商のスコット・ウィルソンが、コレクションを始めてみてはどうかと薦められたのがきっかけだった。1年とたたぬうちにウィルソンの友人宅で開かれる招待会には多くの人がつめかけるようになり、コレクションには専用の鑑賞スペースが必要になったため、この即席の美術館はデッダムにあった映画館の地下に移された。1995年には、美術館設立の背景にある思想を共同設立者のジェリー・レイリーが次のように説明している。「世界中のあらゆる都市には少なくとも1つは最良の芸術に捧げられた美術館がある。しかしバッドアート美術館は最悪のものをコレクションし、展示するためにある唯一の美術館だ」。この美術館のコレクションに収められるためには、オリジナルであり、かつ真面目な意図を持った作品でなければならないが、同時に重要な欠点をそなえていなければならず、何より人を退屈させるものであってはならない。美術館の管理運営者達はあえてキッチュにつくられたものを展示することには興味を持っていないのである。
バッドアート美術館はボストンの隠れた名所を紹介するガイド本で何度も紹介され、海外の新聞や雑誌等で特集が組まれただけでなく、その視覚への残酷さ (visual atrocities) を競おうとする世界中のコレクションに影響を与えている。ニューヨーク・タイムズ・マガジンのデボラ・ソロモンによれば、「最高のバッドアート」を展示する美術館というより大きな潮流のなかでこの美術館も注目を集めている。アンチ・アートだという批判もあるが、創設者はこれを否定している。つまりコレクションは真摯に自分の作品に取り組んだ芸術家に対する讃辞であって、あくまで彼らの創作の過程に何かひどい間違いがあったというだけなのである。共同設立者のマリー・ジャクソンも「私たちがここでたたえているのはアーティストが間違う権利なのです。それも盛大に」と言っている。

## 歴史
美術館を1994年に設立したのは古美術商のスコット・ウィルソンである。彼がボストンのロスリンデイル地区で見つけたものこそ、通りの縁石にあった二つのゴミ箱の間から飛び出し、他のがらくたと一緒に回収されるのを待っていた、後に美術館の看板となる作品－「花咲く野原のルーシー」－だった。もともとウィルソンが興味を持っていたのは額縁だけだったが、彼がその写真を友人のジェリー・レイリーに見せると、レイリーは額縁と絵の両方を欲しがった。そしてレイリーは「ルーシー」を自宅に飾り、それ以外のバッドアートとあわせて友人たちを誘い、ウィルソンに自分たちが見つけたものは何であったのかを気づかせたのである。その後ウィルソンはもう一枚の「同じくらい愛しい」作品を手に入れ、レイリーとその喜びを分かち合いながら、二人でコレクションを始めることを決めた。レイリーとその妻マリア・ジャクソンは自宅の地下室でパーティを開き、客人たちを前にそれまでに集めたコレクションを披露した。ホストをつとめた夫妻はおどけてこのレセプション・パーティを「バッドアート美術館の幕開け」と呼んだ。
ウィルソン、レイリー、ジャクソン（そして提供者たち）によるコレクションの展示は、やがて何百人もの人々が参加して定期的に開催する規模になり、ウェストロックスベリーにあるレイリー夫妻の小さな家ではあまりに手狭となった 。展示スペースが窮屈であるという問題を彼らがはじめどう解決しようとしたかといえば、ヴァーチャルな博物館をつくりだすことだった。つまり、架空の美術館の案内役としてMOBAのアート・コレクションを紹介する役者の姿をCD-ROMにおさめたのである。このCD-ROMは、仮想のMOBAを訪れて絵を鑑賞するだけでなく、この架空の施設の舞台裏に行き、事務所や修復室、トイレなども見学できるという内容であった。
コレクションの噂は広まり続け、「終身暫定臨時館長」のルイーズ・レイリー・サッコによれば、ついに「完全に手に負えなく」なった。それがはっきりしたのは高齢者の集団がツアー・バスで見学にやってきたときだったという。1995年に展示スペースはデッダム・コミュニティ・シアターの地下に移されたが、この建物は2004年に「おんぼろ」とまで書かれたほどの外観だった。デッダム時代は開館時間が決まっておらず、シアターの階段が通行可能なときにだけ開館していた。さらに『ボストン・グローブ』が書いているように、いみじくも作品は「男性用手洗いのすぐそば」に設置されていた。つまり、音と匂いが作品まで届く位置にあったが、頻繁に流されるトイレの水は「一定湿度を保つのに役立つだろう」と『サウスチャイナ・モーニング・ポスト』は記している。
初期のMOBAでは巡回展示も開催されていた。かつては作品をケープコッドの森に吊しての「アートは窓の外へ－森のなかのギャラリー」("Art Goes Out the Window — The Gallery in the Woods")という企画展が行われ、雰囲気をつくりあげるため一般公開中は「バッド・ミュージック」が演奏されていた。「バッドアートに浸されて」("Awash in Bad Art")と題した展示では、「世界初のドライブスルー型の美術館と洗車場」のため18作品がシュリンクラップされた。かつて美学的解釈担当ディレクターだったマリー・ジャクソンは「このとき水彩画は一枚も使いませんでした」と言っている。2001年の「素っ裸－ただヌードだけを」( "Buck Naked — Nothing But Nudes")では、MOBAの裸体画を全面に押し出し、それらをすべて地方のスパに展示した。
MOBAは企画展でも特徴的な作品を特集している。2003年の「異常気象」展("Freaks of Nature")では「しくじった」風景画を中心にすえたし、2006年の「陳腐な肖像画」("Hackneyed Portraits" )と題した展示は、ボストン美術館でデイヴィッド・ホックニー展が行われたときに「ちょっとしたお手伝い」をするため企画された。2006年には「自然は真空と家事全般を嫌う」展("Nature Abhors a Vacuum and All Other Housework"）を発表し、美術館のウェブサイトでこのときのフォーマットを継続している。
2代目となる新しいギャラリーがサマービル、デイヴィス・スクエアにあるサマービル・シアターに開設されたのは2008年だった。作品は男性用トイレだけでなく女性用トイレのそばにも置かれた。以前のギャラリーは一般に公開され無料で入ることができたのだが、サマービルではシアターの入場料を払った人間にだけ無料開放された。「明るい色／暗い感情」展("Bright Colors / Dark Emotions")と「好きなものを知れ／感じるままに塗れ」展("Know What You Like / Paint How You Feel")は、マサチューセッツ州ベバリーにあるモントセラット美術大学のアカデミックギャラリーで開催された。サッコによればMOBAの最終目標の一つは「バッドアートを出張させる」ことだったが、その後MOBAコレクションは、ヴァージニア、オタワ、ニューヨークの美術館で展示されている。
2009年1月、MOBAはブランダイス大学のローズ美術館を支援するための資金調達イベントを発表した。このローズ美術館は2007年来の世界金融危機の影響を受け収蔵する傑作群の売却を真剣に検討しており、さらに悪いことには大学への資金提供者のなかにバーナード・L・マドフの投資詐欺で大金を失ったものもいたのである。当時のMOBAのキュレーター兼バルーン・アーティスト、ミュージシャンのマイケル・フランクは、アーティストのデボラ・グラメットにより様々な媒体で表現された人間の消化管を4枚のパネルにして「消化の研究」(Studies in Digestion)と題した展示を行った。デボラの作品はeBayに出品され、即決価格で1万ドル、最初の入札価格は24.99ドルだった。最終的に152.53ドルで落札され、大学の資金難にはほとんど進展がなかったとはいえ、どちらの美術館も知名度だけは上がった。

## 盗難
MOBA作品は2点が盗難により失われたことがある。この事件はメディアの注目を浴び、美術館の地位を高めることになった。1996年に行方不明になったR・アンジェロ・リーの「アイリーン」はウィルソンがゴミの中から見つけてきた絵で、コレクションに入る以前から何者かがナイフでカンバスに切りつけた箇所の裂け目が特徴だった。盗難に遭ったMOBAは「すでにしてパワフルな作品に、盗難によってさらなるドラマの要素が加えられた」とコメントを出した。
美術館は「アイリーン」を返却してくれれば6.50ドルの謝礼を出すと宣言し、MOBAの資金提供者は後にこの額を36.73ドルにまで上げたが、作品は長い間戻ってこなかった 。ボストン警察はこの犯罪を「窃盗その他」に分類した。伝えられるところでは、知名度の高いボストンのイザベラ・スチュワート・ガードナー美術館で1990年に起こった凶悪な強盗事件と「アイリーン」の消失と何の関係があるのか理解できない、とサッコは発言したという。「アイリーン」が盗まれてから10年後の2006年に、窃盗犯がMOBAに接触し、絵に5千ドルの身代金を要求してきた。代金はまったく支払われなかったが、結局絵は戻ってきた。
「アイリーン」の盗難がきっかけとなり、MOBAの職員はダミーの防犯カメラを導入することに決め、デッダムの分館ではカメラの下に注意書きも添えられた。「注意－このギャラリーはダミーの防犯カメラを設置しています」。こうして抑止策をとったにもかかわらず、2004年にはレベッカ・ハリスの「配水管としての自画像」が壁から外され、10ドルの身代金を要求するメモが代わりに置かれているという事件が起こった。しかも犯人はメモに連絡先を書き忘れていた。絵はすぐに戻ってきた上に、寄付金の10ドルがついてきた。キュレーターのマイケル・フランクは窃盗犯が絵を買い取って貰う相手を見つけることが難しかったのではないかと推測している。しかしその根拠は「一流どころであれば犯罪者とは交渉しない」から、というものだった。

## コレクションの基準

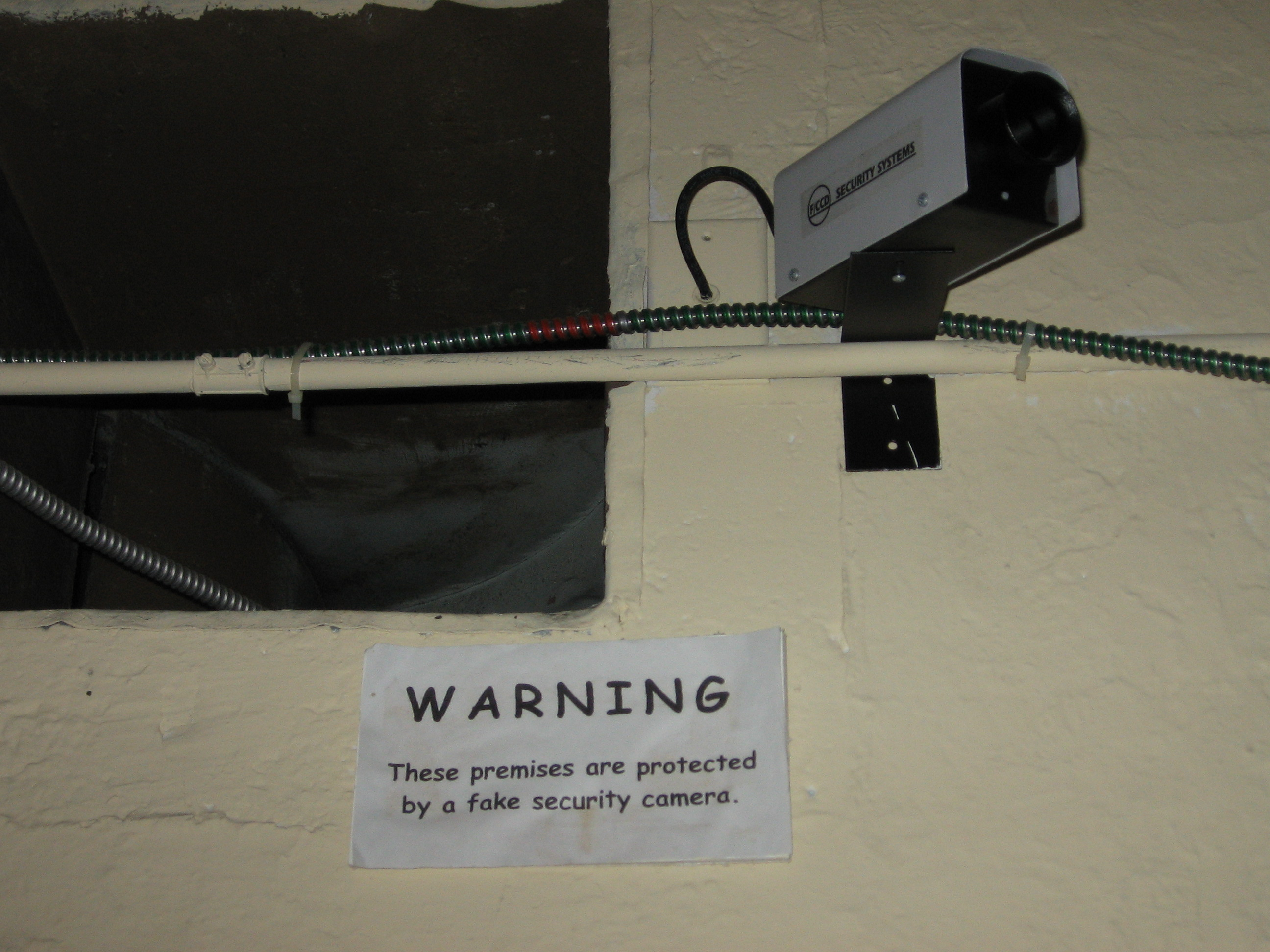
デッダム分館のダミーの防犯カメラと注意書き。

美術館のモットーは「目をそらすには酷すぎる」だが、MOBAがコレクションの取捨選択に関して厳密な基準を持っていないわけではない。マリー・ジャクソンによれば「たいていそこまで酷いわけじゃないから十あったらそのうち九はいらない。アーティストが酷いと思っていても、それがいつも我々のいう低水準を下回るというわけありません」。「バッドアート美術館とその傑作」の序文で述べられているように、MOBAが獲得する「オブジェ・ダール」（芸術品）の最大の要素は、誰かが芸術の名のもとで真面目に取り組んだ作品であるということだ。アーティストとしての技術が不足していることはコレクションにとって本質的ではない。候補となる絵画あるいは彫刻は理想的には「迫力ある生き生きした印象」をもたらすものであるべきで、あるいは名誉キュレーターのオーリー・ハロウェルが言うように「なんてこった」というクオリティーのアートであらねばならない 。
他に重要な基準として絵画や彫刻が退屈なものであってはならないという点が挙げられる。マイケル・フランクは自分たちが「ポーカーをする犬」のような商業作品には興味がないことに触れて「我々は本気でつくられたものを集めている。芸術的な作品を目指しているが、創る過程かそもそもの前提か、いずれにせよ何かが間違った方向へ行ってしまったものだ」と言っている。モンセラート美術大学はMOBAの展示会を学生にデモンストレーションを行う場として利用している。つまり「真面目であることはいつでも大事であり、目的も純粋であって当然」だと教えられるというわけだ 。
持ち込みの作品でも、基準にかなえばMOBAの収蔵品となる。キュレーターが検討に値するとみなすことが多いのは、創作に激しさや興奮をともないつつも自分の技術水準との折り合いがついていないアーティストによる作品である。CNNの地方ニュース番組でも扱われた「もう止められない」展("I Just Can't Stop")で美術館はそれを「残酷な創造性」と呼んで大きく取りあげた。技術的には明らかに練達の域に達しているアーティストの作品もあるが、彼らの試みた実験は失敗に終わっている。マイケル・フランクはMOBAの作品とアウトサイダー・アートやアール・ブリュットのそれを比較しているが、実際MOBAのアーティストが他のギャラリーではアウトサイダーアートに分類されることもある。マサチューセッツ芸術大学の教授ディーン・ニマー（MOBAの審美眼担当エグゼクティヴ・ディレクターの称号も持っている）はバッドアート美術館とそれ以外の機関とを対比させてこう言っている。「彼らはファインアートを標榜する美術館をモデルにしながら、同じ基準でバッドアートを受けいれている…。〔彼らの方針は〕こんなことをいうギャラリーや美術館と非常に似通っている。『ええ、我々がカバーしているのはインスタレーションか写実絵画かネオ・ポストモダン抽象画です』」。
MOBAは子供の手で産み出された絵画作品は集めていない。あるいは伝統的に質の面で劣ると考えられているアートもそうで、例えばベルベット・ペインティング、パズル絵画、キッチュ、さらには旅行者向けにわざわざつくられたものも含めた工場生産のアートなどは候補から外れる。ラッチ・フックド・ラグのような手芸にもMOBAのキュレーターは関心を持っておらず、そういったものは「悪趣味美術館や国際安物コレクションでやるとか、あるいは国庫で揃えた怪しいホームデコレーションとか」もっとふさわしい場所があると言っている 。
バッドアート美術館はアンチ・アートであるとか、真面目に表現された作品を引き取ってそれを嘲るといった批判をされることがある。しかしスコット・ウィルソンはMOBAが作品を受け入れるのはアーティストの情熱に対する記念であると主張しており、マリー・ジャクソンもこの考えを繰り返し語っている。「大きな励みになると思います…何かを作り出したくても、尻込みしてしまう人にとっては特にそうです。そういう人たちがうちの作品を見たならば、恐れることなど何もないということが分かるでしょう。やってみるしかないのだと」。ルイーズ・レイリー・サッコもそれに同調して、こう言っている。「我々が何かを笑いものにしているとしたら、それは美術界だ。アーティストではない。そしてここは本物の美術館なんだ。10年続いた。メーリングリストには6千人がいる。世界中でそのその名が知られているんだ」。キュレーターたちの意見によれば、MOBAに作品が選ばれたアーティストは注目されたことを喜んでいるので、お互いに納得のいく関係が築けている。美術館には作品が1つ増えるし、アーティストは美術館で公開してもらえるのだ。1997年のシカゴ・トリビューンに載った記事によると、自分の作品がMOBAに認められたと名乗り出ている10人ないし15人のアーティストのうち、それに憤慨している人間は皆無である。
MOBAの作品の多くは寄贈されたもので、ケンブリッジの廃品回収業者組合も最終処分前のごみから救い出した作品を寄付してはいるが、ほとんどはアーティスト本人が提供したものである。フリーマーケットやリサイクルショップなどで購入された作品もある。かつてMOBAにはどんな作品にも6.50ドル以上は支払わないという方針があったが、その後、二倍、三倍の額が例外的な作品の代金として支払われている。美術館が手放すことを決めた作品群は「不合格品コレクション」("Rejection Collection")で展示され、後におそらくオークションで売却された。過去にはMOBAの作品を大量に供給した救世軍に売り上げの一部が寄付されたことがあったように、美術館は大半のオークションで利益を出している。

## 主要作品
MOBAが展示する絵画や彫刻にはそれぞれ短く解説がなされ、表現手段やサイズ、アーティストの名前、入手経路を説明するだけでなく、作品の意図や象徴的意味を探りその分析を行っている。「ミュージアム・ジャーナル」は、来場者は作品に付随する文章にたいてい「大笑い」させられる、と記している。「どうみてもおふざけの解説」とクリスチャン・サイエンス・モニターに表現されるその説明は「MOBA解釈担当スタッフが廃止される」まで主にマリー・ジャクソンが書いていた。その後この仕事はマイケル・フランクとルイーズ・レイリー・サッコに引き継がれている。

### 「花咲く野原のルーシー」
直に接した来場者が夢中で語りあうような作品がMOBAには少なくない。「花咲く野原のルーシー」（作者不詳のキャンバスに描かれた油絵。ボストンのごみの中からコレクションに入った）などはいまもマスコミやファンからの人気が高い。「ルーシー」は、美術館が初めてコレクションした作品になったときから、いまに至るまで「後世の人に自分を伝えよと命じる非常にパワフルな絵」のままであり続けている。この絵は、その後MOBAが作品を獲得するにあたって必ず引き合わされる一つの基準となっただけでなく、MOBAの創設者にこんな質問を投げかけさえする。スコット・ウィルソンが「ルーシー」を発見したのだろうか、それとも彼女がウィルソンを発見したのだろうか、と。
モントリオール・ガゼッタのケイト・スワガーはこの「ルーシー」を「素晴らしい失敗」と呼び、こう述べている。「緑豊かな春の野原で、年配の女性がたるんだ胸をあちこちへ揺らして踊っているけれど、彼女はどういうわけか片方の手で背中に赤い椅子を抱え、もう一方の手でヒナギクを掴んでいるようにみえる」。作家のキャッシュ・ピーターズはもっと落ち着いた言い回しでこうまとめている。「尻にアームチェアをくっつけている老女」だと 。
MOBAは「ルーシー」に関して次のようなコメントを出している。「動き、椅子、スエーする胸、空の微妙な色、彼女の表情。すべてのディテールが組合わされて圧倒的な、人を引きつける肖像画が誕生した。どのディテールも「名作だ」と叫んでいる」。タイムズ紙はこの肖像が投げかける「無限に積み重なった謎」に触れた来館者が残していく言葉を書き留めている。「なんでノーマン・メイラーの頭が罪もないおばあちゃんの体の上にのっているんだ。あの丘をかすめて飛ぶのはカラスか、それともF-16か？」
「ルーシー」の孫であるボストン地区の看護婦スーザン・ローラーは、この肖像画を新聞で見たことがきっかけでMOBAのファンになった。彼女はすぐにモデルが祖母のアンナ・レイリー・キーン（1890年 - 1968年ごろ）だと分かったのである。写真でみたローラーは、驚きのあまりコカ・コーラを鼻で吸ってしまったという。この絵は彼女の母の注文したもので、完成した絵をみた家族が恐怖におののいたにもかかわらず長い間叔母の家にかけられていた。ローラーはこう言っている。「顔は記憶のなかにある祖母の顔ですが、それ以外はひどい間違いばかりです。胸が一つしかないみたいじゃないですか。手と足は何がどうなったのかわかりませんし、この花と黄色い空はどこから来たのかも知りません」。

### 「ジョージと一緒に日曜日のおまる」
「ジョージと一緒に日曜日のおまる」（キャンバスにアクリル絵の具。作者不詳。寄贈者はジム・シュルマン）はすでに「アイコン」であると考えるボストン・グローブのベラ・イングリッシュは、この作品を観れば「100パーセント間違いなく吹き出してしまう」と太鼓判を押している。スコット・ウィルソンは「ジョージ」が技術的には素晴らしくとも、絵で表現される機会があまりないテーマを扱ったアートの例だとしている 。
MOBAに寄贈された初めての作品である「ジョージ」に惚れ込んだ人間は多い。ジョルジュ・スーラのスタイルに似た印象派的な点描法によって描かれた、おまるに腰かける「Yフロント」の下着をきた恰幅のよい男性の姿に皆が魅了されたのである。ある批評家は、「ジョージ」の点描法は「テレビの見過ぎ」によって得られたスタイルではないかと推測している。作家のエイミー・レヴィンはこの絵が「グランド・ジャット島の日曜日の午後」と、さらに有名なミュージカル「ジョージと一緒に日曜日の公園」のパロディだとみている。イグノーベル賞を創設した「風変わりな研究の年報」は、この絵の主題はアメリカ合衆国司法長官だったジョン・アシュクロフトであると「とりあえず認定」している 。
「ジョージ」にいたく感動した来館者は、トイレのそばにあるデッダム・コミュニティシアターの地下展示室に感謝の意を表せざるをえないとまで感じて、こう書く。「私がこの絵に見入っているときに、誰かがトイレに入ってきて、大きな音を立てて便器に放尿をはじめた。小便のはねる音が響き渡る間、「ジョージ」は私に見つめられて生き生きとした絵になっていく。トイレを流す音が終わりを告げたとき、私は涙を流した」 。MOBAによる説明文はこんな疑問と観点を紹介している。「渦巻く蒸気はジョージの重量級の共同責任を溶かし落とせるか？タオルの縁にはステッチまでされているのにモデルの足にはぞんざいといってよいほど無頓着であるように、この点描作品は細部に目を凝らすと奇妙なものがある」。

### 「フラスカートをはいてジャグリングする犬」
「ジョージ」の印象派的点描法 (pointillism) とは対照的な「手間ばかりかかる無得点法(pointlessism)の良い例」にも力を入れているとMOBAのスタッフは言う。マリ・ニューマンの「フラスカートをはいてジャグリングをする犬」（カンバスにテンペラとアクリル。作者本人から寄贈）は後にコレクションに加えられたものだが、MOBAに次のような説明文を書かせしめた。「何がアーティストにフラスカートをはいて骨をジャグリングする犬を描かせたのか、我々には見当もつかない」。しかしMOBAはこの謎もアートのもつ様々な側面の一つとして楽しんでいるのである。
ミネアポリス出身のプロのアーティストであるニューマンは、思案にくれるキュレーターに代わって自分のイメージが湧いた瞬間を説明してくれる。彼女は貧しい美術大学生だったころに中古のカンバスを買い、せっかくの大きなカンバスをどう使うべきか迷っていた。そんな彼女にインスピレーションを与えたのがダックスフントの漫画だった。題材は決まったものの、やっとできばえに満足できたのは雑誌でみたフラスカートを描き足し、ペットショップでこっそり調べた通りに犬用の骨に色を塗ったときだった。ニューマンは当時のことをこう書いている。「MOBAの話を聞かなければあの絵を処分するところでした。賞には容赦なしに落とされ続けてきましたが、今ではみなさんのためにとっておいてよかったと思っています」。

### モチーフと解釈
トラベルライターのキャッシュ・ピーターズは美術館の作品の多くに共通する6つの特徴を分類している。まずMOBAのアーティストたちは手や足を描くことができず、人物の腕をカンバスの外にのばしたり、長袖で隠したり足であれば状況にふさわしくない履き物でごまかしてしまう。2番目にピーターズはレンブラントや風景画の巨匠ターナーといった「目を瞑っていても絵が描ける」芸術家と比較して、MOBAのアーティストはおそらく目を瞑って描いていると指摘している。例えば空はよく青以外の色で塗られているし、植物相も実在する草木を参照せず自由に作り出され、動物も背景に比して小さすぎるため何という種類の動物であるかを認識することは不可能である。第3に彼らの透視図法には一貫性がなく、絵によっては使われなかったりするし、単一の作品内でも不整合を生じることがある。第4の特徴はMOBAのアーティストが的確に鼻を描くことに困難を感じているように見えるということだ。彼によれば、あまりに何度も鼻に挑戦するために、絵が重ね重ね塗り直されたかのように作品が立体的になっているというのだ。5番目の特徴は、バッドアートの作者は「ミクスト・メディア」（混合手法）を好むということだ。自信がないときの彼らは本物の羽や髪の毛、光る素材をとにかく作品にくっつける。最後にピーターズが示唆しているのは、アーティストは自分の作品がよくないことはわかっているのだが、画面のなかに猿かプードルでも入れておけばましになると思っているらしいということである。
2008年の後半から、MOBAは一部の作品のタイトルと解説を一般人に任せるという実験を行っている。キュレーションの仕事をするスタッフによれば、作品にはあまりに難解なものもあるので、単に芸術的な説明では十分ではない。つまり「解釈」されねばならない 。「ゲストによる解釈展」("Guest Interpretator's Collection")はMOBAの来館者が心をつかまれた作品について書いたエッセイを解説に採用するという一種の招待状だった。コンテストでは二ヶ月ごとに最も良かった分析が決定され、採用された。ボストン大学の教授は次のような思索を発表している。「コレクションそのものに匹敵するほど、美術館の立地もまたおぞましいもの（アブジェクト）へのこだわりと、周縁化された文化の力、その強度への信頼を示している。家に帰る途中でトイレ用洗剤を買っていくのだったということも私は思い出した」。

## 影響
バッドアート美術館は海外の雑誌等で繰り返し言及されており、ボストン周辺の一風変わったスポットに重点をおいたトラベルガイドなどにも掲載されている。MOBAに触発された同系統のバッドアートに関するコレクションやイベントもオハイオ、シアトル、オーストラリアで観ることが出来る。地元ミネアポリスの劇団「コメディア・ボーレガード」はMOBAの使命に非常に感銘を受け、役者が自分たちの好きな作品をもとにして一幕ものの戯曲を描き、2009年の1月、2月に『Master Works: The MOBA Plays』という名の舞台として上演され、客席は満員となった。

### 受容

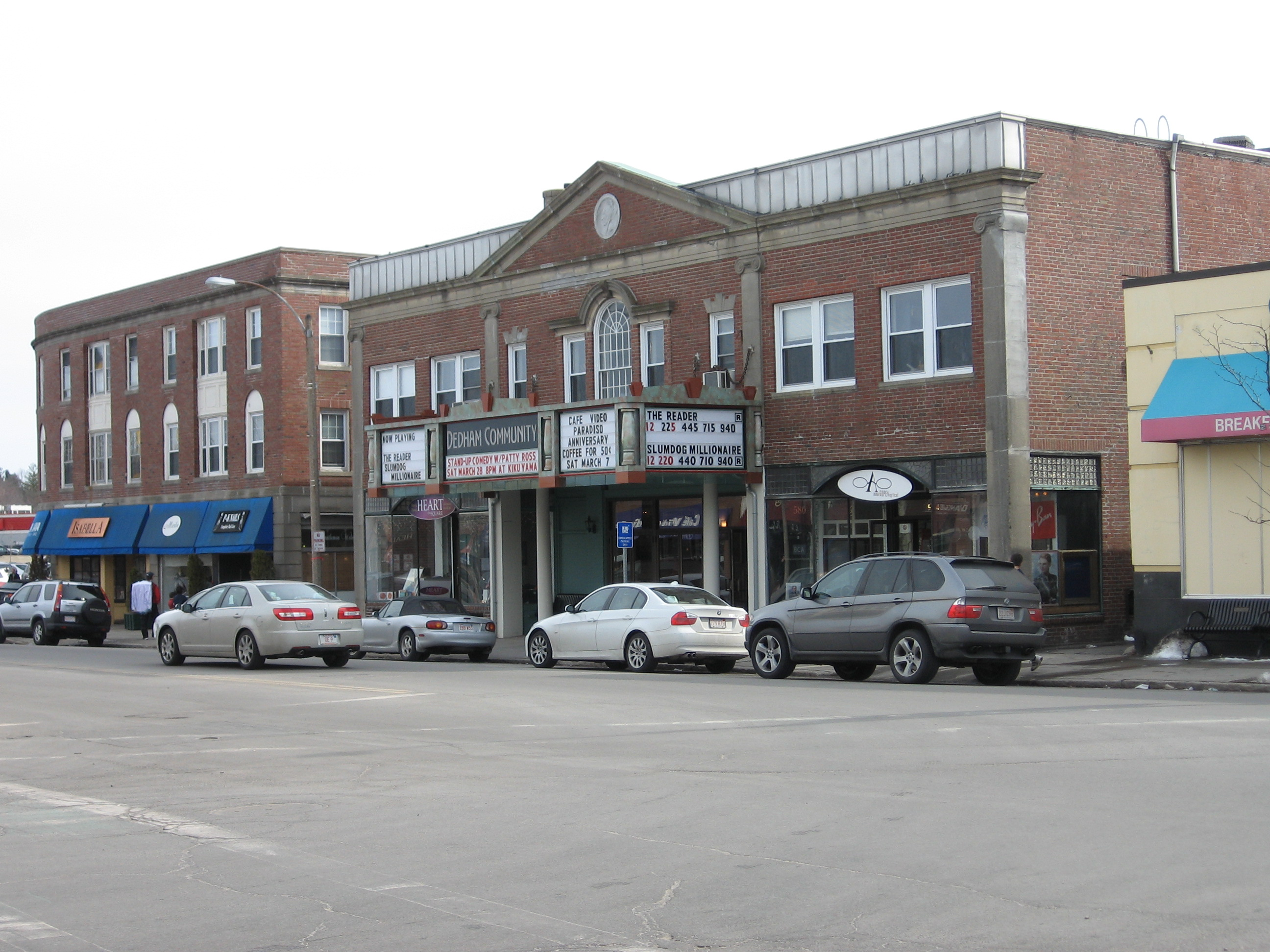
地下に最初のギャラリーがあったデッダムのコミュニティシアター。

美術館を訪れた人間はゲストブックに名前とコメントを残すことができる。例えばあるカナダ人の来館者はこう書いた。「ここのコレクションには心がかき乱されるけれど、目を逸らせない…まるで凄惨な自動車事故のようだ」。別の人間はこう忠告している。「彼女の乳房が部屋まで追いかけてくるよ。気持ち悪い！」
MOBAの開設と安定した人気は、アートが社会においてどう扱われているかという問題を考える上で得られるところが大きい。「作者の意図しないところで笑われる」バッドアート作品は、まるでエド・ウッドのひどい映画に似ている。展示会のたびに来場者どころかMOBAのスタッフさえしばしば大きな笑い声をあげるのである。キャッシュ・ピーターズは彼らのこうしたスタンスとポール・ゲティ美術館のようなギャラリーのファンに求められる姿勢を比較している。つまり鑑賞者がゲティ美術館で同じぐらいおかしなアート作品を見つけても、MOBAと同じ態度をとればほぼ間違いなく閉め出されてしまうだろう。
2006年、ルイーズ・レイリー・サッコは美術や建築の専門家とともに、アートにおける美醜の基準についてのパネル・ディスカッションに参加した（Architecture Bostonとして書籍化）。彼女は、教師が美術科の高校生をMOBAとボストン美術館の両方に連れて行くべきだと発言した。サッコ曰く、「MOBAではどうにか子供たちに指を指して笑う自由を確保しています。そして自分の意見を持ってもらい、それをたたかわせるに任せているのです。それを経験してからボストン美術館に連れて行っても、彼らは萎縮するだけでしょう…。多分、醜いものは…私たちを自由にするのです」。サッコは醜さの極地こそが、それこそ美の極致以上に人の心を打つのであり、何が間違いで、何がずれているのかをより深いところで考えさせるのだと信じている。美しさの枠組みに対する硬直した思考を、彼女は身体的な欠点に対する社会の不寛容とをつなげている。こうした硬直性が、将来悩まなくていいようにと子供の顔や肉体の欠点とされるものを「矯正する」親が出現する原因ともなりかねないのである。

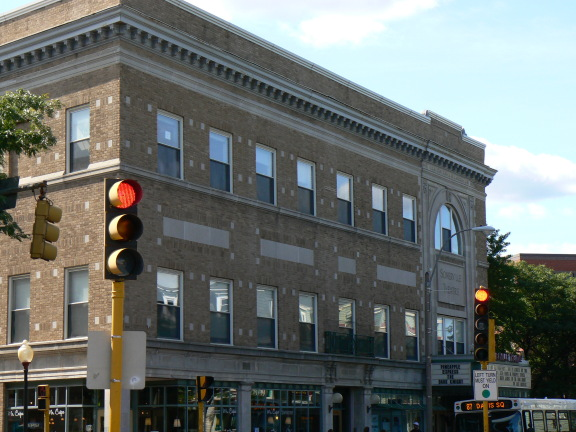
サマービル・シアター地下にあるMOBAのギャラリー。

ハーバードで文化社会学の教鞭をとるジェイソン・カウフマンはMOBAが「アノイズム」(annoyism)と彼女が呼ぶ社会的風潮の一部だと考えている。意図的にろくでもないと気が利いたものとを混ぜ合わせたパフォーマンスやアーティストがマスコミにもてはやされるというのがそれで、バッドアート美術館は期せずしてこの風潮を体現してしまい、さらには人が悪いものとそうでないものとを分ける判断力の体系そのものを笑いものにするという核心にある目的も浮き彫りにしている。カウフマンにとって「MOBAの美とは（美という言い方はきっと間違っているのだけれど）幾つもの角度から美的な判断基準に襲いかかるものなのだ」。エイミー・レヴィンはアメリカの歴史や文化がいかに小さな地方の美術館のうえに形づくられたものなのかを説明するなかでこう言っている。MOBAとはアートそのもののパロディであり、MOBAの解説やニューズレター、ウェブサイト、出版物は、美術館を「よい」アートを拠り所にするものとして笑い飛ばす、と。ヴァージニア州アーリントンにあるギャラリーでMOBAの作品の移動展示も行っているエリプス・アート・センターの館長は、展示に立ち寄る人が大いに笑うことに驚かされるという。普段エリプス・アート・センターを訪れる人間でアートにそのような反応を示したことのある者は皆無だからである。「ドアに看板を出していなければ、見る人はそれほど悪いものだとは思わないでしょう。何が悪くて何が良いか、誰にわかるというのですか？」 。
『ニューヨーク・タイムズ・マガジン』のデボラ・ソロモンも、MOBAの成功はモダンアートにおいてアーティストと鑑賞者が共有する空気の裏返しであると主張する。20世紀末に登場した抽象芸術とモダンアートは芸術を一般社会から以前にも増して遠ざけ、難解になものにした。「アメリカの国民にとって…美術館とは東方正教の司祭のごとき謎めいた趣味と儀式を持つ専門家集団によって支配されたおどろおどろしい場所のことだった」のである。ボストン周辺で複数の芸術評議会をかけもちするMOBAファンのガーレン・デリーは1995年に次のような証言を行っている。「公開初日には何回も言っているけど、時々ひどく息苦しいことがある」。だからバッドアートは時流に乗っている、とソロモンは言う。しかもこの流れはノーマン・ロックウェルやギュスターヴ・モローのような芸術家にあからさまな軽蔑の眼差しを向けるかつての反＝感傷主義の拒絶でもある。バッドアート美術館も様々な目のごちそうを提供するが、ほとんどの美術館やギャラリーが来館者にワインやチーズを振る舞っているとすれば、MOBAの展示が客に差し出すのはクールエイドやフラッファーナッター、チーズパフなのである。

### 学術研究
バッドアート美術館は目を覆うほど恐ろしいものの標準的な参照先として学術的な研究において利用されている。「心理科学の展望」(Perspectives on Psychological Science)誌で活字化されたある研究では、様々な芸術作品のクオリティに対して「直感的な」意見を求められた人間と意識化され理路整然とした反応をする人間とに分けてテストを行い、両者の反応の整合性を調べる試みが行われた。調査員は被験者にバッドアート美術館(MOBA)とニューヨーク近代美術館(MoMA)の作品を見せ、それぞれの絵に「とても良い」と「とても悪い」の両極端で採点させた。この研究からわかったことは、意識的に理知的な思考を行った人間のほうが評価を正確にするわけでも一貫性を持つわけでもないということだった。この調査に参加した人たちはMoMAの作品をより高いクオリティにあると認識し、評価したが、理路をたどることを意識化した人が「直感的な」判断をした人よりもMoMAの作品を魅力的だと感じたわけではなかったのである。さらに回答に時間をかけた人間のほうが即断した人間よりもMOBAの作品を悪いと感じたということもなかった。結論としては、素早く判断を下す人のほうが一貫性があるが、正確性に関しては有意な差はみられない、というものである。
別の研究誌に掲載された研究では、質の異なる作品の画面構成におけるバランスを被験者はどのようにとらえているのかという調査が行われた。「アートサイクロペディア」からゴーギャン、オキーフ、スーラといったアーティストの15組の作品を、MOBAからは作者不詳のものも含めて15組を参加者に見せる。それぞれのペアのうち一枚は絵のなかの物が垂直または水平にずらされており、被験者はどちらが本物かを聞かれるのである。論者は、古典的な名作のほうがMOBAの絵より簡単にバランスや構図が識別できるという仮説を立てたが、調査結果は、被験者にとってはバランスだけを手がかりにどれが高いクオリティの作品だということが明確にわかるわけではないということだった。被験者は本物の作品のほうがバランスがとれていると感じることが多かったが、それは必ずしも伝統的な作品のほうがMOBAのものよりもはるかに優れた構成とバランスを持っているということではない。